# Легкий Експериментальний Вертоліт
Легкий Експериментальний Вертоліт (ЛЕВ) програма 1980-х років армії США проєкт вертольота призначений для заміни вертольотів AH-1 Cobra і OH-58 Kiowa.

## Історія
На підтримку програми ЛЕВ армія США запустила розробку програми передового композитного планера (ACAP) по створенню повністю композитного фюзеляжу вертольота. У лютому 1981 контракти отримали компанії Сікорський (на Sikorsky S-75) та Bell Helicopter (на Bell D-292).

## Програма ЛЕВ
Аналіз використання армійської авіації було закінчено у 1982, було виявлено недоліки у тодішній матеріальній частині і доктрині, які необхідно було вирішити щоб відповідати вимогам нової наземної бойової доктрини. Конкретні недоліки матеріальної частини повинна була вирішити програма ЛЕВ.
У 1982 армія США розпочала програму Легкий експериментальний вертоліт для заміни вертольотів UH-1, AH-1, OH-6 і OH-58. Першою вимогою було створення одномісної версії, але це все залежало від успішного розвитку електронного пакету.
Перші концепції включали в себе  багатоцільові і розвідувальні/ударні версії, але у 1988 багатоцільова концепція була відкинута.  Запит на новий тип вертольоту було видано у червні 1988. У жовтні 1988 компанії Boeing-Sikorsky та Bell-McDonnell Douglas отримали контракти на свої розробки. Конструкція Bell-McDonnell Douglas передбачала розташування озброєння на крилах/спонсонах і використання замість класичного хвостового гвинта системи вихлопу NOTAR. Конструкція Boeing-Sikorsky передбачала розташування озброєння за відкидними чайкоподібними кришками  з обох бортів фюзеляжу і оснащений хвостовим гвинтом фенестрон. У 1990 році назву програми було перейменовано на Легкий Вертоліт.  У квітні 1991 команду Boeing-Sikorsky було обрано як переможця і вона отримала контракт на створення чотирьох прототипів.  У тому ж місяці вертоліт отримав позначення "RAH-66 Comanche".
У березні 2004 начальник штабу армії припинив програму Comanche. До припинення програми призвело кілька причин; серед них були нереалістичні та нездійсненні вимоги, зростання вартості проєкту, зміна авіаційних завдань армії (відмова від розгляду мінливого середовища загроз), відсутність достатнього фінансування інших важливих потреб авіації.